# Bipaing
Bipaing (ou Bipai, Bipain, Bipay) est une localité du Cameroun située dans le département du Mayo-Kani et la Région de l'Extrême-Nord, à proximité de la frontière avec le Tchad. Elle fait partie de la commune de Kaélé et du canton de Lara.

## Population
En 1975 la localité comptait 1 555 habitants, des Moundang et des Toupouri. À cette date elle disposait d'une école publique à cycle incomplet. Un marché hebdomadaire s'y tenait le dimanche.
Lors du recensement de 2005, 3 680 personnes y ont été dénombrées.

## Infrastructures
Bipaing est doté d'un lycée public général qui accueille les élèves de la 6e à la Terminale.